# اهریمن موسیقا
«اهریمن موسیقا» (به انگلیسی: Diabolus in Musica) آلبومی از گروه موسیقی ترش متال اسلیر است که در سال ۱۹۹۸ میلادی منتشر شد.